# Баландин, Сергей Викторович (художник)
Серге́й Ви́кторович Бала́ндин (род. 3 января 1984, Самара) — современный художник, культуртрегер Самары, куратор, арт-критик, эксперт в сфере современного искусства, представитель акционизма в Самаре.
Автор проекта «Явились, чтобы показать» и Первой самарской квартирной триеннале.

## Биография
В 2004 году провел свою первую художественную выставку в стенах родной школы. Учился в Муниципальной детской художественной школе № 1 им. Г. Е. Зингера.
В 2004 году стал одним из лауреатов фестиваля любительского кино «Белый квадрат».
В период с 2005 года активно выставляется за рубежом, как художник (Проекты в Штутгарте (Германия), Гюмри (Армения), Потенце (Италия), Art Dvino Silo Complex (Литва)). 
Также с 2005 года принимает активное участие в Ширяевской биеннале современного искусства (Ширяево, Самарская область, Россия).
В 2006 году прошел стажировка в Stuttgarter kunstverein (Штутгартское объединение художников) (г.Штутгарт, Германия) — стипендиат программы Stuttgarter Kunstwerein.
В 2007 году окончил филологический факультет Самарского государственного педагогического университета.
В 2011—2013 магистрант Самарского государственного университета (магистр теории литературы).
2007—2010 — сокуратор галереи «XI комнат», Самара, которая вошла в историю самарского современного искусства, как одна из независимых и самых продуктивных художественных площадок Самары, где проводил Вечера перформансов.

В 2010—2012 научный сотрудник Самарского литературно-мемориального музея имени М. Горького. Автор выставок «Алексей Толстой и футуристы», «Футуризм в Самаре», «Сто способов потрогать время», «Рококо. Искусство хипстеров», «Город S на реке V. Литературная география Самары»

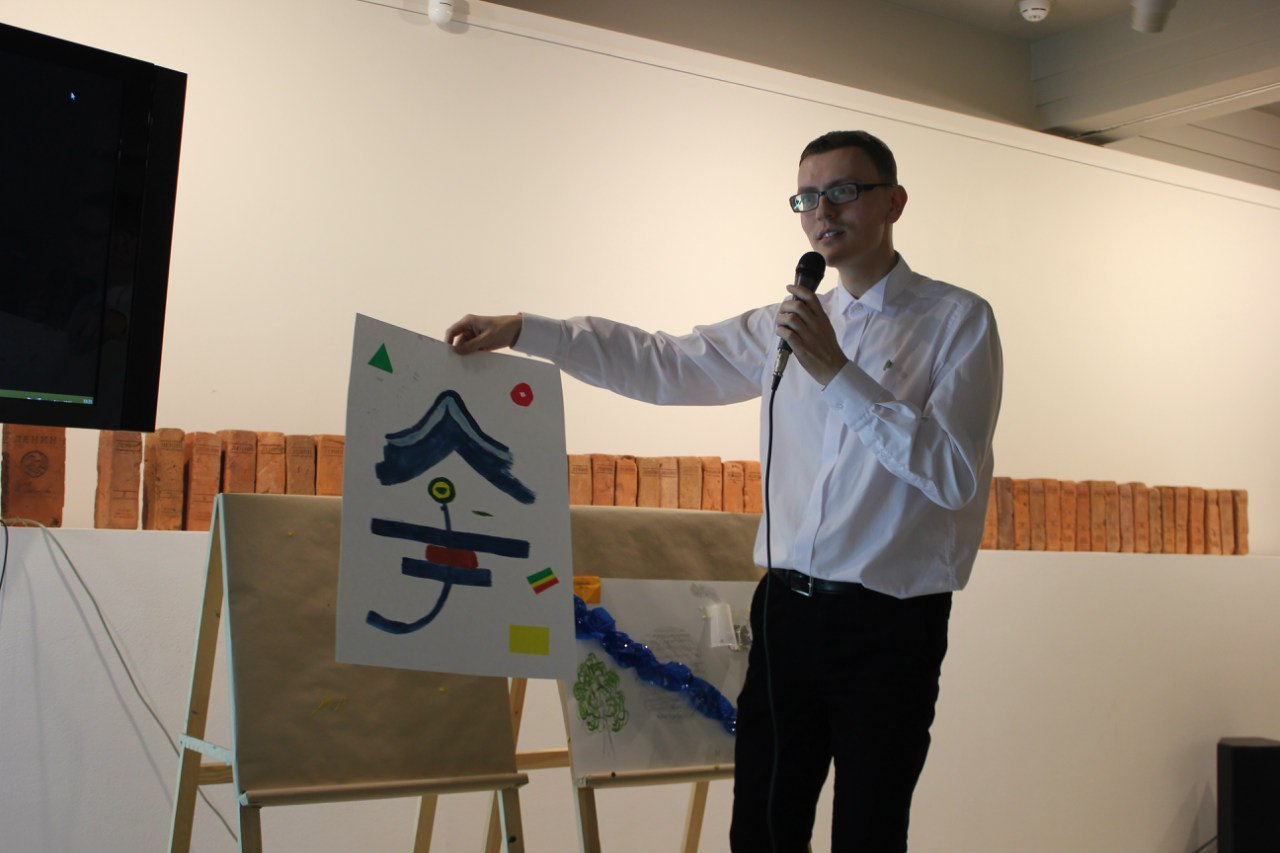
Сергей Баландин, 2014, Арт-ёлка, галерея Виктория

В 2012 году выступил куратором фестиваля визуальных искусств «Правый берег»
С 2012 по настоящее время — научный сотрудник галереи Виктории (куратор галереи). За время работы Баландина в галереи «Виктория» она становится одной из важнейших художественных институций Самары. Автор лекционных циклов, посвященных современному искусству. Помимо классических выставочных проектов, Баландин промоутировал современное искусство и принимал участие в становлении масштабных городских акций «Ночь музеев» и «Ночь искусств».
С 2013 года читает лекции об искусстве, провёл пять сессий Мастерской акционизма.
В 2017 году организовал и возглавил Самарскую Школу Авангарда для художников и кураторов в галерее «Виктория».
В 2016 году принимает участие в семинаре для менеджеров в сфере культуры «Арт-маркетинг и работа с аудиторией» от British counsil (г. Самара)
В 2016 году Сергей вошел в топ-50 самых влиятельных фигур в российском современном искусстве 2016 года, заняв 36 место по версии московского журнала «Артгид», посвященного художественной жизни Москвы, Санкт-Петербурга и мировых столиц.
В 2017 году выступил комиссаром Первой самарской квартирной триеннале, которая высоко была оценена художественным сообществом.

В 2017 году вошел в топ 50 журнала Собака.ru «Самые знаменитые люди Самары и Тольятти» в номинации «искусство». С этим же проектом номинирован на АРТ ГОДА портала «Большая Деревня»

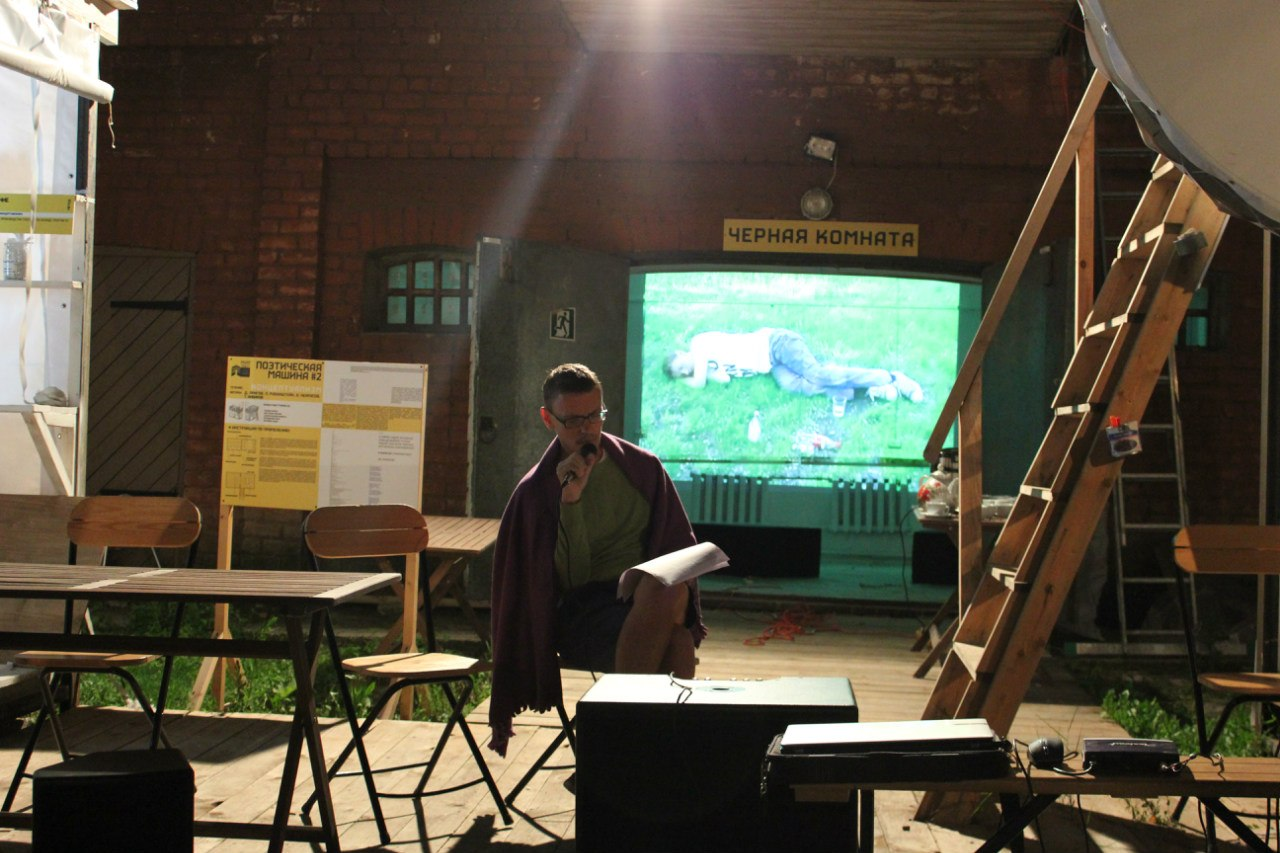
Сергей Баландин, 2014, Самарский литературный музей

Куратор многочисленных выставок. В том числе персональные выставки художников «Куда бегут собаки» (2015), Владимира Потапова (2018), Александра Филимонова (2015). Крупнейшие кураторские проекты: «Современная абстракция — разрушенный гештальт» (2011), трилогия «Достояние» («Высокое классическое», «Естество», «Народность») (2016—2017), «Современник. Антология советского фотопортрета» (из коллекции ММАМ) (2017), «Незабываемая встреча. Зарубежное и российское искусство 1970—2000-х» (2018).
Регулярно работает с самарскими художниками («Самодвижущееся» (2011), «Картина, написанная на спине» (2015), проект «Карманный авангард» (2016—2018)
Активный участник культурной жизни столицы региона. Ведёт светский образ жизни. Принимает участие в художественных проектах Самары.
Стипендиат Французского института в Москве.
2019 эксперт 12-й Премии Кандинского 2019 в Номинации «Проект года» и «Молодой художник. Проект года»
В 2019 году стал абсолютным победителем Битвы кураторов EUNIC 2019, после стажировки в Château d’Oiron, centre des monuments nationaux. Сергею Баландину присудили победу и зрители, и авторитетное жюри в составе Alisa Bagdonaite, Anna Bouali, Christine Matvienko
В 2020 лауреат «Куратор года» Всероссийского конкурса в области современного искусства «Инновация-2020».
Живёт и работает в Самаре.

## Профессиональная деятельность
Куратор. Эксперт по современному искусству. Организовывал лектории о современной поэзии, вечера концептуальной поэзии, панельные дискуссии на художественных выставках.
Неоднократно выступал с обзорами самарского искусства в художественных институциях.
Сфера научных интересов:
- Критика искусства
- Искусство XX—XXI вв.
- Российское искусство XXI вв.

## Кураторская деятельность
Куратор многочисленных проектов в рамках акций «Ночь в музее», «Ночь искусств».
2018
выставка «Электрическая Россия», галерея «Виктория», Самара
проект «Не прислоняться», продюсер Никита Славич, драматург Сергей Давыдов. Проект пьесы о городском метро

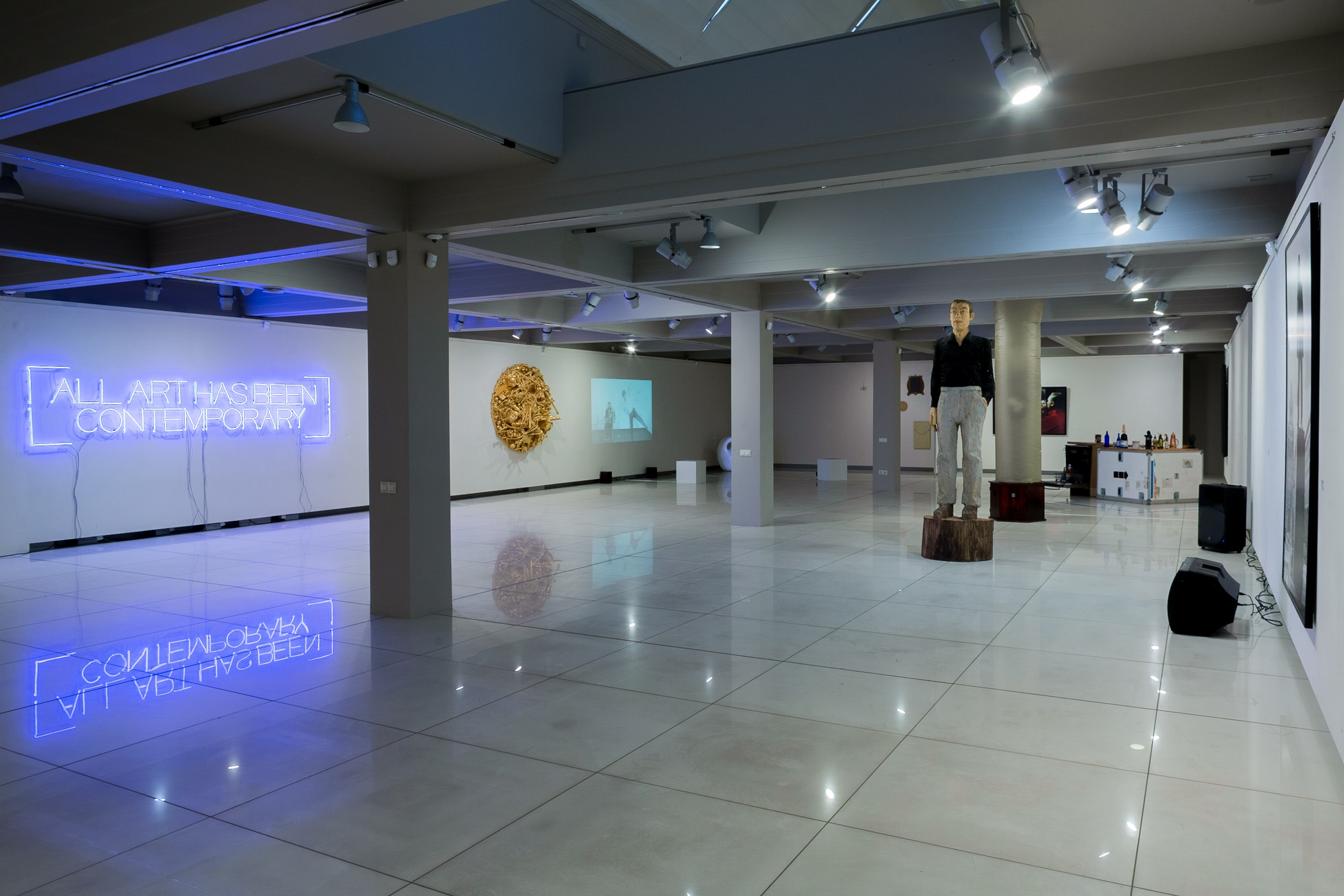
Выставка «Незабываемая встреча»

выставка «Незабываемая встреча»(галерея «Виктория», Самара)
2017
куратор выставки «Современник. Антология советского фотопортрета 1918-1991 из коллекции Мультимедиа Арт Музея»
Квартирная триеналле
«Достояние. Народность». Галерея «Виктория», Самара
«Явились, чтобы показать» Тольяттинский художественный музей, отдел современного искусства
Мастерская акционизма посвящена движению 1950-60-х, «Флюксус»
«Новые художники» — выставка образовательных проектов галереи «Виктория»
2016
трилогия выставок «Достояние: Высокое классическое. Естество. Народность» (галерея «Виктория», Самара)
2016 — куратор выставки (галерея «Виктория», Самара)
«Явились, чтобы показать» КЦСИ «Типография», Краснодар
выставки «Естество», галерея «Виктория», Самара
выставка «Взгляд на вещи. Из коллекции Пермского музея современного искусства» галерея «Виктория», Самара
паблик-арт проекта Карманный авангард — выставка молодых художников в городском пространстве, Самара, Россия
2015

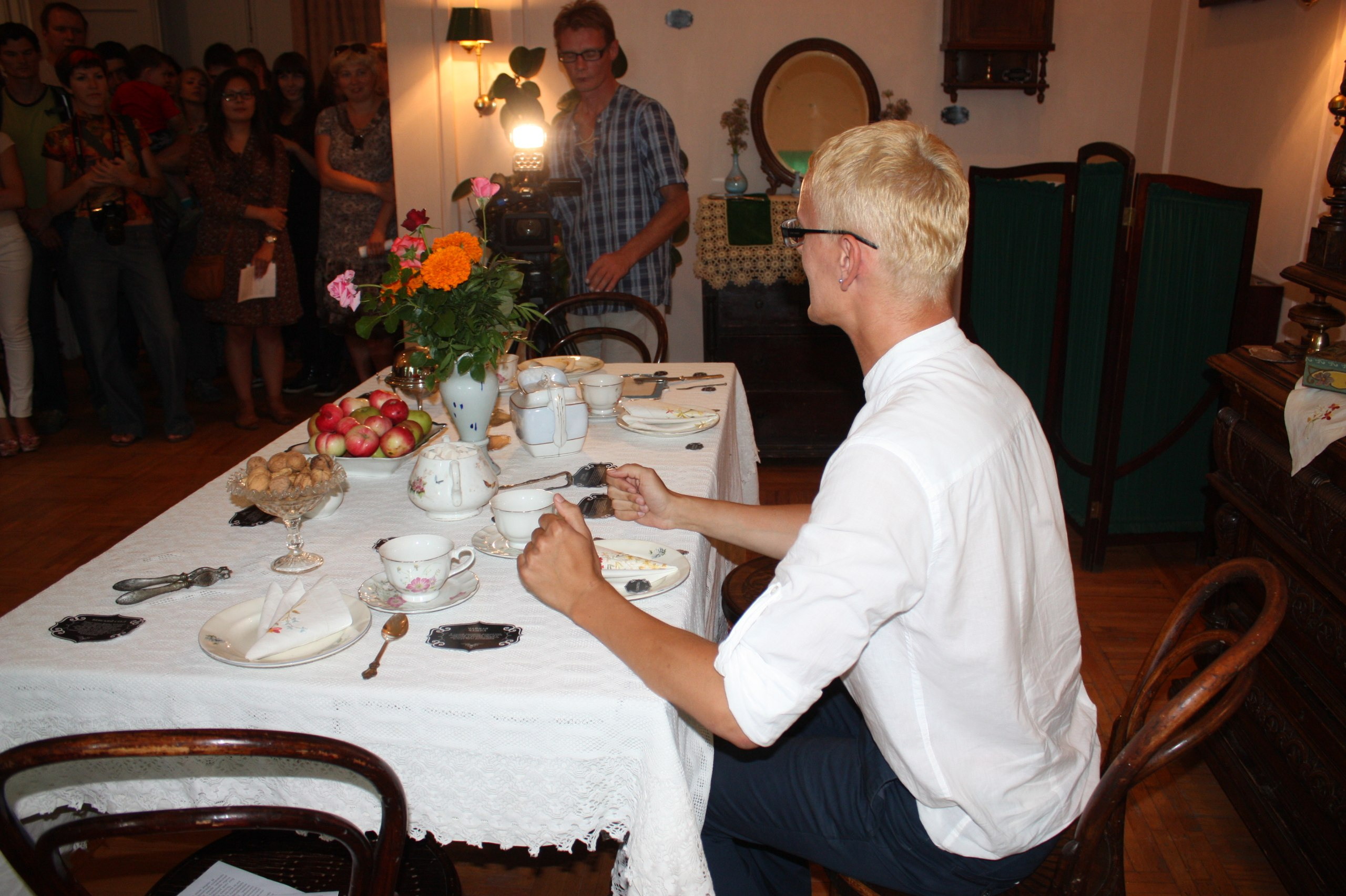
Сергей Баландин, 2012, «100 способов потрогать время», Самарский литературный музей

выставки «Под присмотром» галерея «Виктория», Самара
«Тольяттинизмы», кураторы Сергей Баландин и Александра Щербина. Тольятти, Тольяттинский художественный музей
Школа эстетического развития «Сеттльмент», музей Модерна, Самара
Выставка «Стрит-арт: Консервация» — совместно с Ю.Юркиным, галерея «Виктория», Самара, Россия
Картина, написанная на спине — галерея «Виктория», Самара, Россия
Картина, написанная на спине — Тольяттинских художественный музей, Тольятти, Россия
Выставка арт-группы «Куда бегут собаки» «Под присмотром» — галерея «Виктория», Самара, Россия
Выставка Александра Филимонова «На холмах и в ямах» — галерея «Виктория», Самара, Россия
2014
«Мастерская акционизма» Сергея Баландина и Анны Коржовой
выставка «Правдоискатели», галерея «Виктория», Самара
2012
выставка «100 способов потрогать время» (Самарский литературно-мемориальный музей им. М.Горького)
сокуратор выставки «Город S на реке V. Литературная география Самары» (Самарский литературно-мемориальный музей им. М.Горького)
6-й фестиваль визуальных искусств Правый берег"
2011
Выставка «Самодвижущееся» — галерея «Вега», Тольятти, Россия
выставки «Алексей Толстой и футуристы. Футуризм в Самаре» (Самарский литературно-мемориальный музей им. М.Горького)

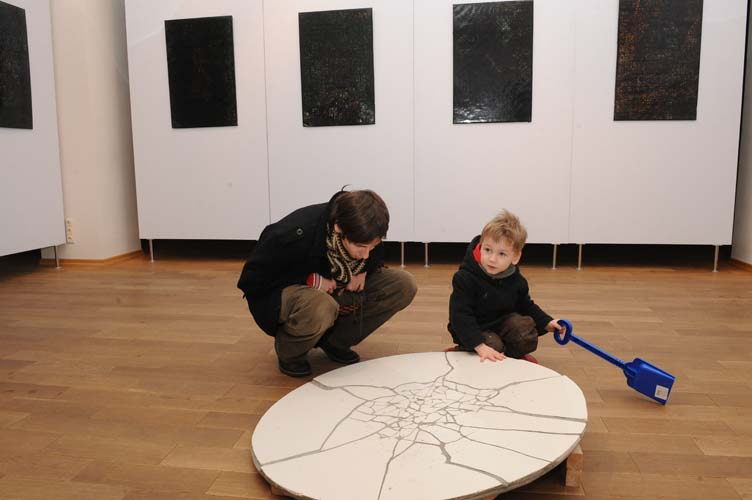
На выставке «Современная абстракция — разрушенный гештальт»

Выставка «Современная абстракция. Разрушенный гештальт» — галерея «Новое пространство», Самара, Россия
2010
Рококо. Искусство хипстеров — Самарский литературно-мемориальный музей им. М.Горького
2008-09
Вечера перформансов — совместно с А.Коржовой, галерея «XI комнат», Самара, Россия

## Художественная деятельность
Я делал проект с кладбищенскими фотографиями. Я делал постеры с портретами умерших и клеил их по городу. Я делал проще — не холстом, не маслом. Смерть — одна из важнейших тем в искусстве.
— Сергей Баландин
Персональные выставки и проекты
2017 Явились, чтобы показать — Арт-центр Грифон, Ижевск
2017 Явились, чтобы показать — Тольяттинский художественный музей, Тольятти
2016 Смерть — Галерея Red Gift, КЦ Типография, Краснодар
Явились, чтобы показать — КЦ Типография, Краснодар
Явились, чтобы показать — Самарский литературно-мемориальный музей им. М.Горького, Самара
2015 Дом — Музей модерна, Самара
Сергей Баландин. (презентация в рамках проекта «Волга. Ноль» — Средневолжский филиал ГЦСИ, Самара
2011 Слёзы — Арт-пропаганда, Самара

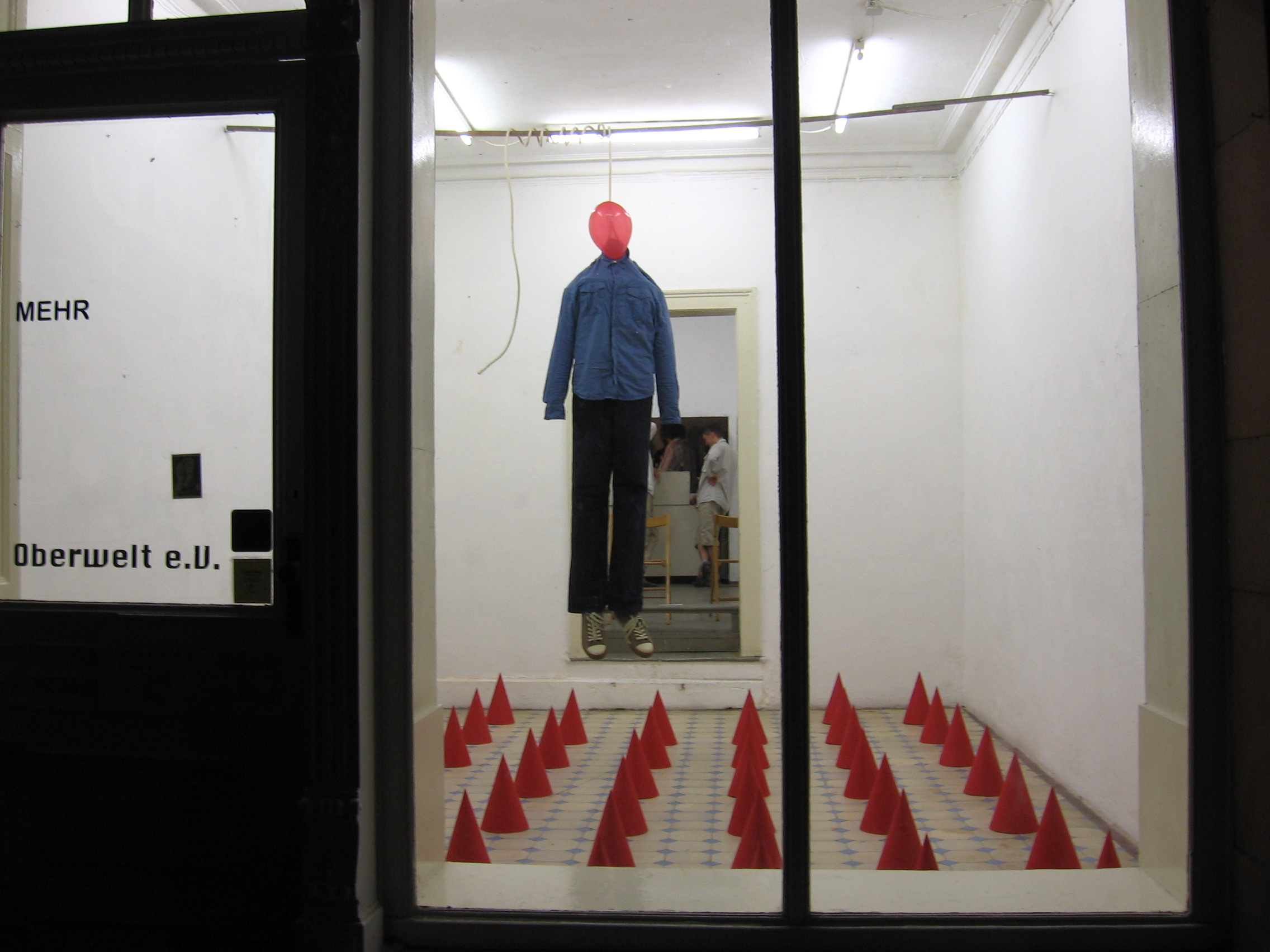
Выставка «Человек, который должен был летать», 2006

Перформанс «Сейчас» — Галерея одной работы, Самара.
«Гомункулус» в культурном центре «Арт-пропаганда», Самара, куратор Илья Саморуков
2010 Гомункулус — Лаборатория — Фауст — Obervelt gallery, Штутгарт, куратор Илья Саморуков
2010 Вертеп — галерея «XI комнат», Самара
2008 Вечер перформансов (с Е.Чертоплясовым) — галерея «XI комнат», Самара
2006 «Человек и шип, или Образ человека в воздухе после Ильи Кабакова и Набуеши Араки» — Obervelt gallery, Штутгарт
2006 Шипообразная шапка — Stuttgarter kunstverein, Штутгарт
Избранные групповые выставки
2017 Итоговая выставка проекта «Волга. Ноль» ТРК «Гудок»
2017 Течения — Средневолжский филиал ГЦСИ
2016 Смотри и учись — Центр «Красный», Красный Октябрь, Москва
2015 Cinéma en plein air — в рамках Les Rencontres Photographique de Castelfranc, Кастельфран, Франция
2014 Не музей. Лаборатория эстетических подозрений — Арт-площадка «Новая индустрия» — в рамках параллельной программы «Манифеста 10», Санкт-Петербург, куратор В.Логутов
2013 Найденное — ГЦСИ, в рамках фестиваля ВИДЕОFOCUS, Москва, кураторы О.Елагин, К.Караева (работа Сергея стала обложкой каталога выставки) «Fine/Файн (фрагмент из фильма для мужчин)», 2012 Видео, 00’41" Малый зал ГЦСИ
2013 По московскому времени — галерея «Виктория», Самара, куратор А.Паршиков
2012 Чита — Арт-центр, Самара, куратор В.Сушко
2012 Течения — Музей им. Алабина, Самара, куратор К.Зацепин, В.Логутов
2012 Rich — Gallarie Kanava, Иматра, Финляндия, куратор А.Казанцев
2011 Strange… Stranger… Strangest — галерея «Виктория», Самара, куратор В.Логутов
2011 «За что я её люблю». Самарский областной художественный музей. Самара, Россия
2010 Local To Local — Dvina Silo Art Comlex, Плокстин, Литва
2010 Чудеса безделья — ММСИ, в рамках 2й биеннале молодого искусства «Стой, кто идет?», Москва, куратор Неля Коржова (Сергей Баландин показал серию рисунков «Плохая рука», которую делал во время мастурбации)

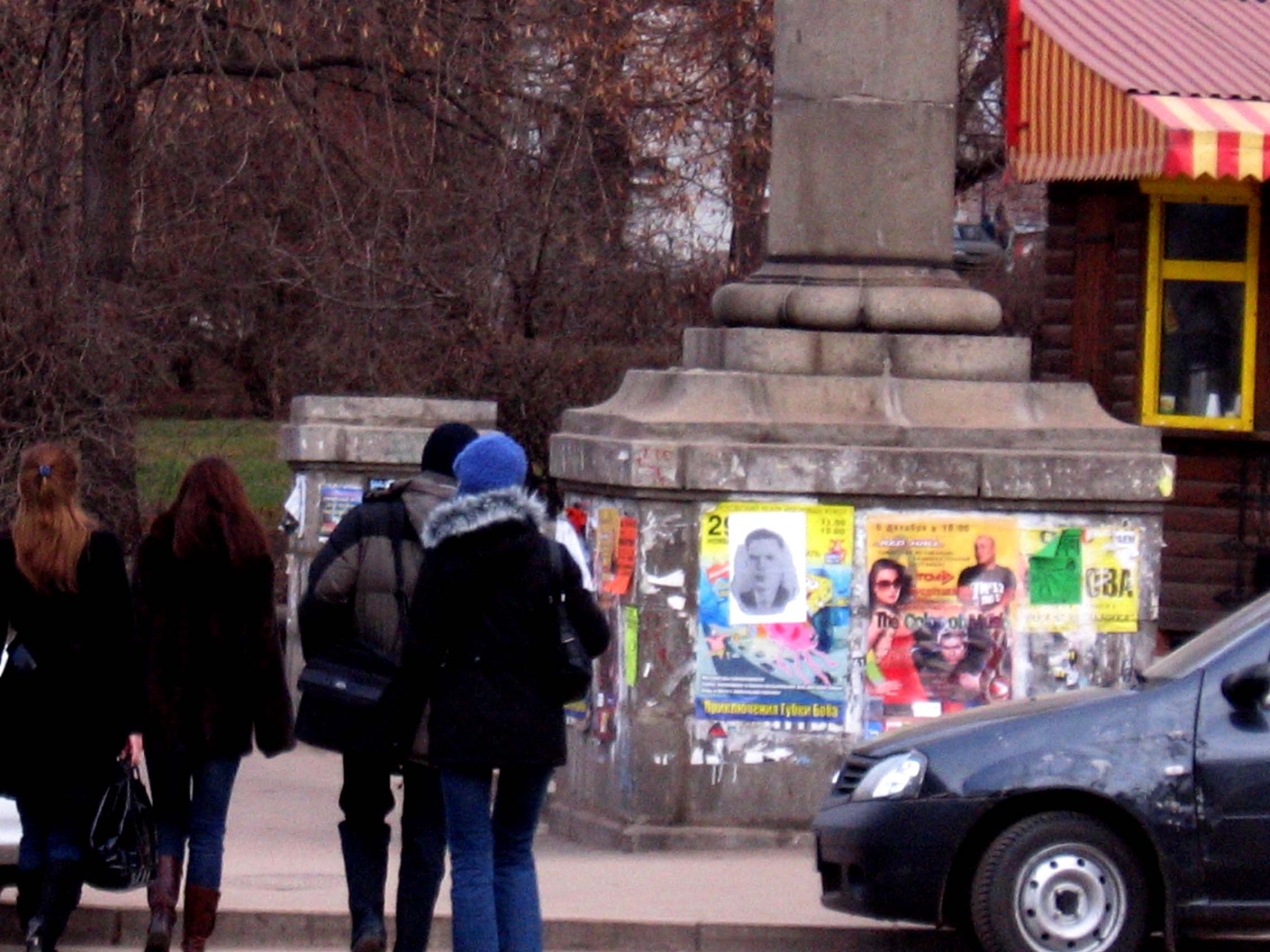
Проект «Реализм». 2008 Фотографии с могильных памятников на улицах города

2009 перформанс на «Вечер перформансов № 2» галерее «XI комнат»
2008 PRO ЭТО — ГЦСИ, в рамках 1й биеннале молодого искусства «Стой, кто идет?», Москва, куратор Д.Пыркина (Серия рисунков, выполненных в paint. В рисунках соединялась исповедь воображаемого офисного работника и письма молодых людей из журнала Свидетелей Иеговы)
2008 Участие в качестве художника и куратора в многочисленных выставках галереи «XI комнат». Самара, Россия
2007 Hoffman trip — галерея «Окно», Челябинск
2006 5ая Гюмрийская биеннале — Гюмри, Армения
2006 Искусство видеть мир — Самарский художественный музей, Самара, Россия
2005 Италия — Россия 6:6 — Amnesiac arts gallery, Потенца, Италия, — куратор В.Паче
2005 Открытый город — Самарский художественный музей, Самара
2004 OUT VIDEO — Екатеринбург

## Лекции
2013
Цикл мастер-классов «Как неживое превратить в живое. Теория и практика современного искусства» (Музей модерна, Самара)
Цикл лекций «Философия поп-арта» (Самарский областной художественный музей): «Предыстория поп-арта: довоенное искусство США и английский нео-дадаизм», «Рой Лихтенщтейн: незакавыченные цитаты», «Энди Уорхол: портрет художника», «Клас Ольденбург и американский натюрморт», «Американский пейзаж: дорога в никуда», «Джеймс Розенквист и гиперреализм».
2014
цикл лекций «Апология голландского искусства» (Самарский областной художественный музей): «Голландский натюрморт: Путешествие в ад», «Рембрандт — четырнадцатый апостол», «Ван Гог — священник-художник», «Бас Ян Адер: Святая простота».
2015
цикл лекций «Что хотел сказать русский художник» (Самарский областной художественный музей): «Илья Кабаков и Олег Кулик», «Эрик Булатов и Тимур Новиков», «Советский перформанс и „Синие носы“».
Лекция Сергея Баландина «Уильям Хогарт: взлет и падение семейного портрета», Самарский художественный музей

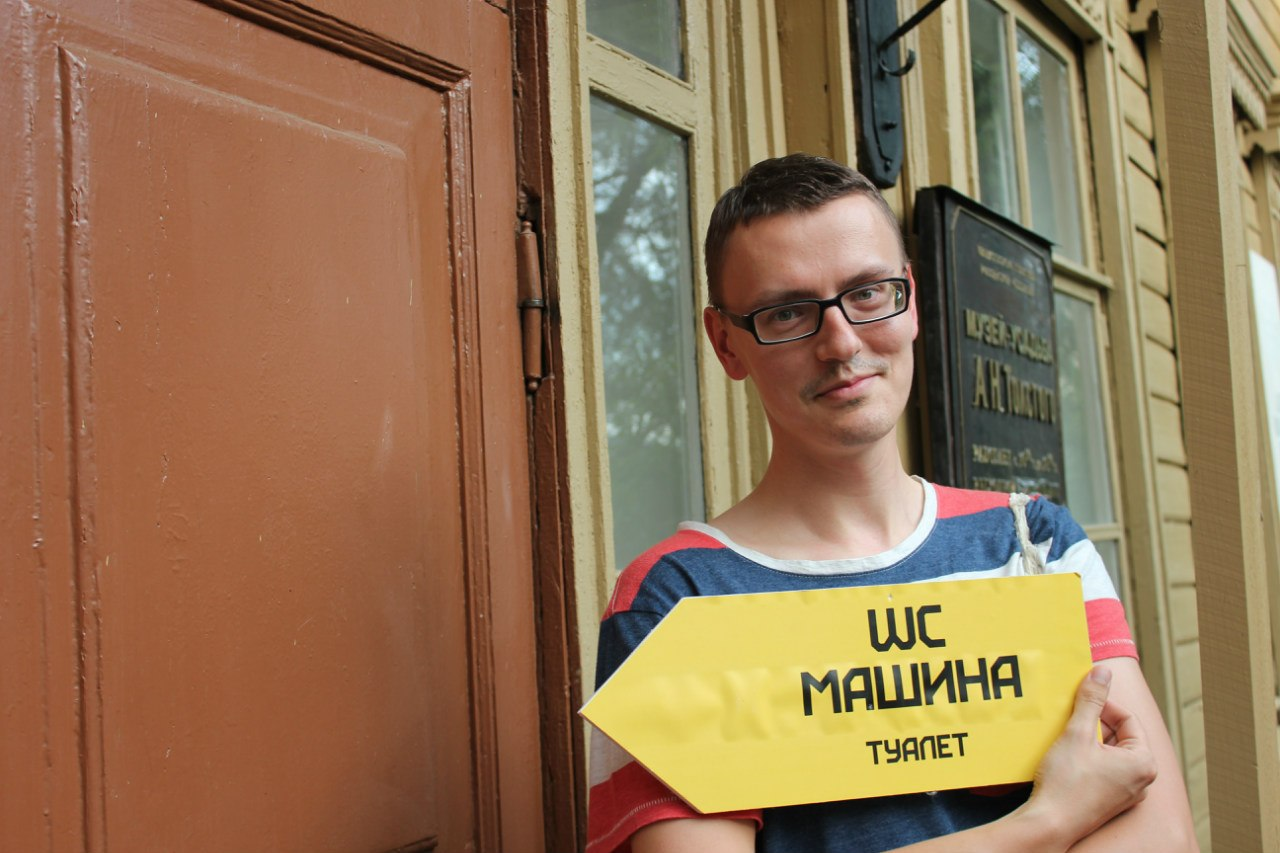
Сергей Баландин, 2014, Самарский Литературный музей

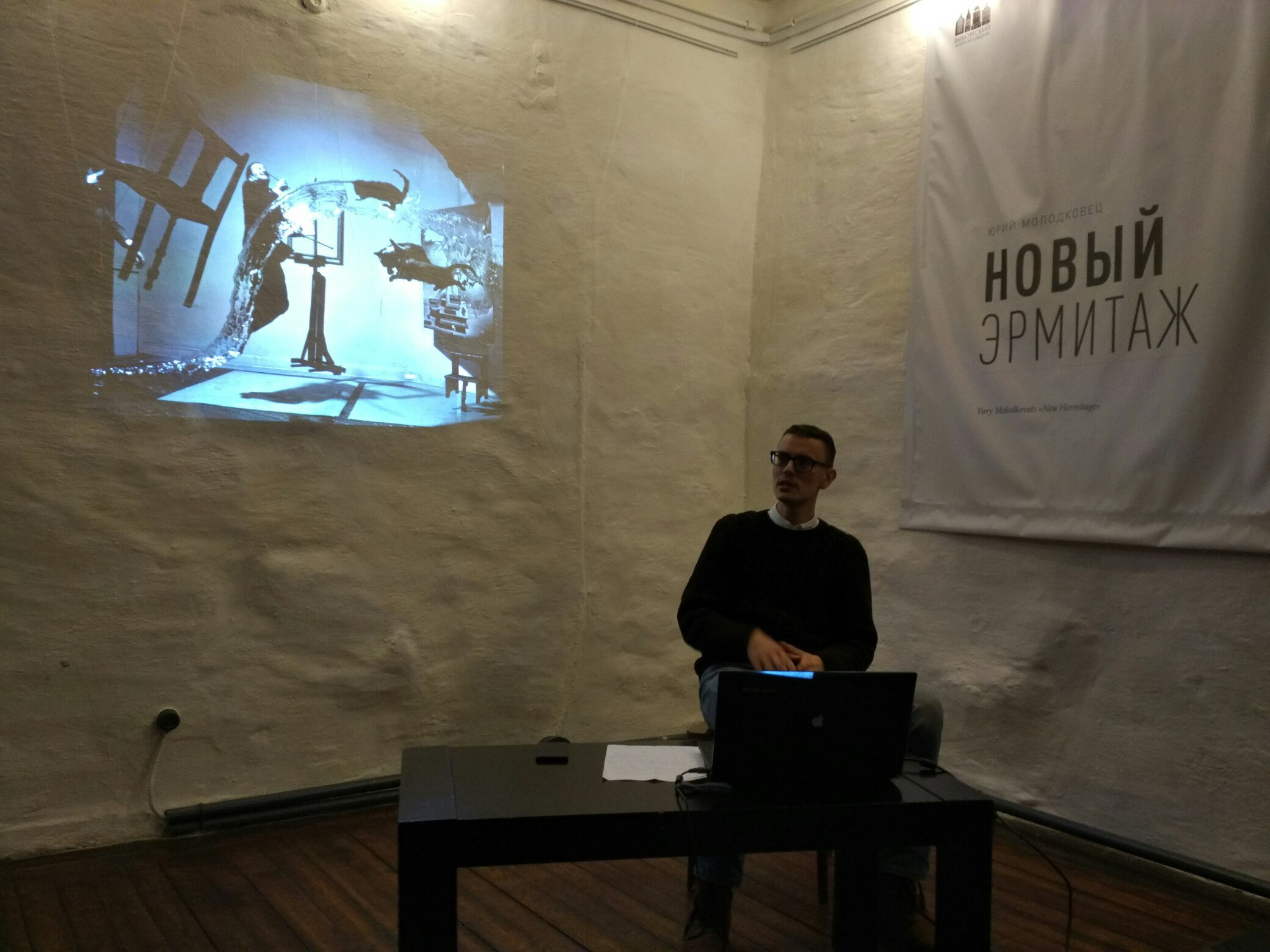
Сергей Баландин, 2017, Выборгский объединённый музей-заповедник

Цикл лекций «Что хотел сказать художник: Новые медиа» (галерея «Виктория»):
«Инсталляция: художники рыщут на свалке истории»,
«Перформанс: художник как пограничный столб»,
«Видео-арт: художники переходят на повышенные тона»,
«Фотография: художники подделывают документы».
Цикл лекций «Что хотел сказать художник: Метаморфозы живописи» (галерея «Виктория», Самара): «Эдуард Мане и светящиеся глаза», «Пабло Пикассо и нарисованная фотография», «Энди Уорхол и тайна консервной банки».
2016
цикл лекций «Всё, что нужно знать об искусстве» (галерея «Виктория», Самара): «Краткая история скульптуры: от „Дорифора“ до „Щенка“», «Искусство Возрождения: от Мадонны с младенцем к Венере с Амуром», «Искусство Нового времени и рождение авангарда», «Краткая история выставок».
цикл лекций «Две лекции о московских концептуалистах»: «Сидящие в шкафу» и «Действующие коллективно» (галерея «Виктория», Самара)
2017
лекция «Новое амплуа, или Фотография в модернистском искусстве», Выборгский объединенный музей-заповедник, Выборг
проект «Все, что нужно знать» галерея Виктория. Это три лекционных курса о философии, музыке и русском искусстве, каждый из которых будет длиться месяц и состоять из четырёх лекций.
Лекционный проект «Все, что нужно знать об искусстве» Центральная универсальная научная Библиотека им Н. А. Некрасова, Москва
- «Краткая история скульптуры: от „Дорифора“ до „Щенка“»
- «Возрождение: от Мадонны с младенцем к Венере с Амуром»
- «Краткая история тьмы: от Караваджо до Федотова»
- «Краткая история иконописи: от Раскола до Раскола»
- «Русская живопись от Академии к Передвижникам»
- «Краткая история выставок»
- «Краткая история русского авангарда: От элитаризма к эгалитаризму и обратно».

Мастер-класс по современному искусству «Как сделать живое из неживого» на Ночь искусств, Центральная универсальная научная библиотека имени Н. А. Некрасова, Москва
2018
Лекция Сергея Баландина «Как в СССР появилось современное искусство» (галерея «Виктория», Самара)
Эксперт летней Школа Арт-журналистики в галерее «Виктория», Самара
Лекция «Эргономичность как критерий современного искусства» в рамках семинара в рамках фестиваля «Кухонный активизм» (галерея «Виктория», Самара)

## Фестиваль «Правый берег»
Событие проводилось 6 раз в режиме биеннале, то есть, один раз в два года. Первый фестиваль прошел в 2002 году на правом берегу Волги на котором и развернулись художественные проекты участников.

Целью фестиваля являлось создание прецедента выявления, актуализации и развития творческих ресурсов молодежи города Самары посредством обеспечения диалога между группами художников и репрезентации специально приглашенных проектов. Фестивальная программа сконструирована таким образом, что она провоцирует, ситуацию интереса и потребности окружающего социума в приобщении к искусству, через участие в художественных акциях.

Кураторами фестиваля был определён специальный маршрут, длиной около 500 метров, вдоль берега, который как по заказу небольшими своими частями демонстрирует все особенности волжской природы. Зрители медленно двигались по намеченному маршруту. В этом пространстве и презентовались художественные проекты участников. Это в основном инсталляции, объекты, перформансы, текстовые работы (экспериментальная поэзия) и несколько медиа проектов. Особенность заключается в том, что работы участников, на сколько это возможно, были внедрены в выбранное пространство, то есть иногда даже не различимы. Например, некоторые объекты зрителям было сложно идентифицировать, как произведение искусства, и наоборот, не относящиеся к проекту случайно оказавшиеся в поле зрения вещи принимались за то, над чем стоит подумать. Что касается перформанса, то это ещё интереснее, зрителю было представлено не одно шоу, и они происходили совершенно неожиданно. Только в пресс-релизах, предварительно выданных публике, были указаны имена авторов и названия работ.

## Проект «Явились, чтобы показать»
Проект состоял из двух частей: в рамках недельного воркшопа были проведены три встречи, на которых художник рассказывал об истории и теории реди-мейда, о его социальном измерении. По итогам образовательной части мероприятия состоялась выставка, где Сергей Баландин выступил в качестве куратора.
Образовательная часть состоит из двух встреч, которые посвящены истории реди-мейда и теоретическим вопросам, связанным с этим видом искусства. Рассматриваются, как классические «объекты», так и фото- и видео-реди-мейд, а также музыкальный и литературный реди-мейд. Первая лекция «История реди-мейда от Дюшана до Ай Вейвея» и вторая лекция «Музеи, которых мы не видим».
Проект успешно прошел в следующих культурных институциях:
- Самарский литературно-мемориальный музей им. М.Горького;
- КЦ «Типография», Краснодар;
- Тольяттинский художественный музей[67];
- ЦСИ «Грифон», Ижевск.

## Самые известные перформансы
Перформанс «Митинг» (2004) с лозунгами: «Нет — конституции 1936 года», «За восстановление берлинской стены», «Требуем молока за вредность» и т. д.
Ряд перформансов в течение 2008 года на «Вечере перформансов» в галерее «XI комнат». «Микрофон: (Input/Output)» Евгения Бугаева, 2008 год
Перформанс «Россия» (2010).

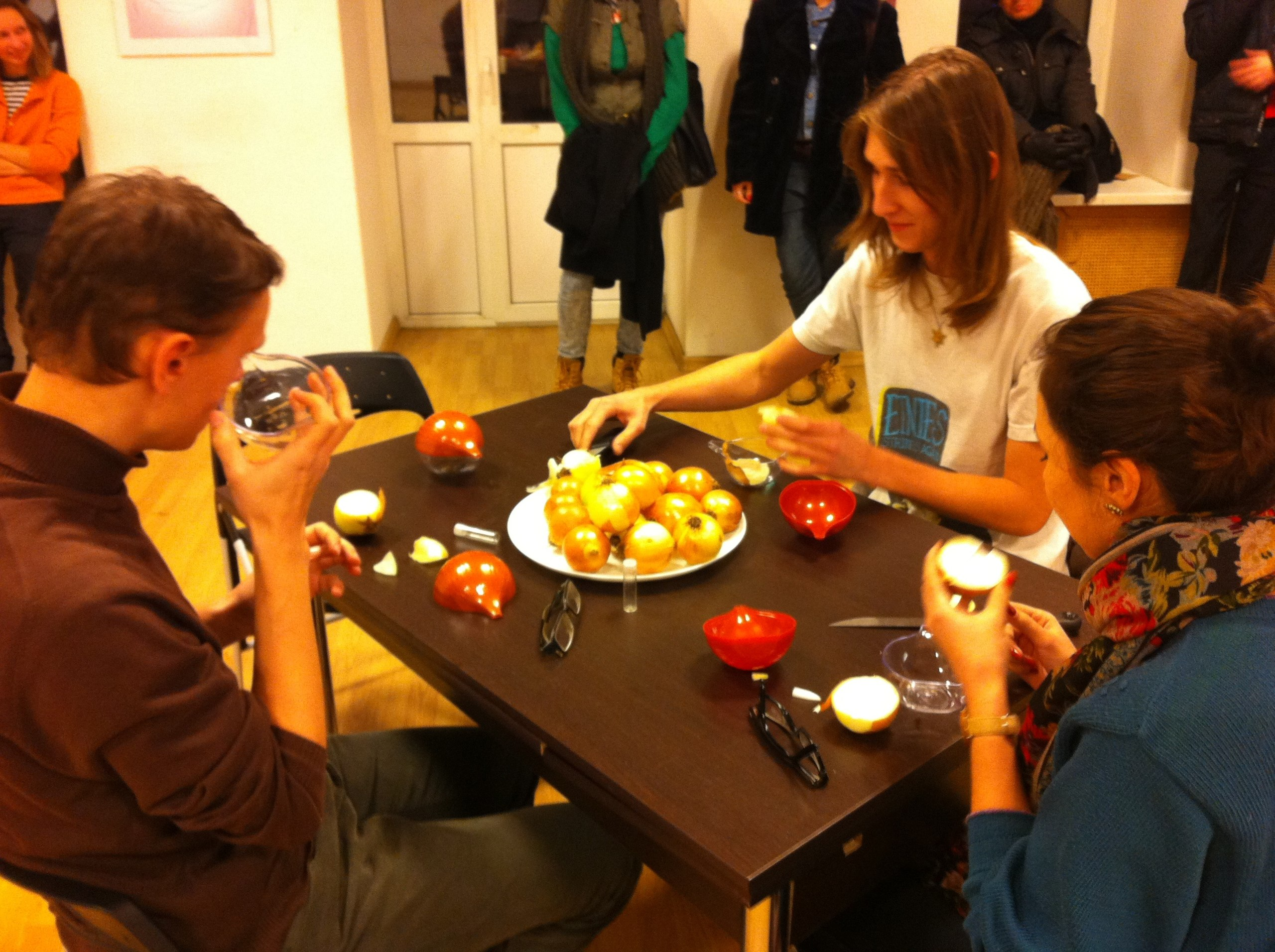
Перформанс «Слезы», 2011

Перформанс «Метод Барбары Картланд» (2012) в Арт-центре, в ходе которого Сергей Баландин при зрителях сочинял любовный роман и записывал его на диктофон. В основе сюжета — отношения художника и девушки-куратора.
Перформанс «Слезы» 2011.
Фестиваль «Правый берег» (осень 2012).
Перформанс «Храм» (2012): художник напивается до бессознательного состояния, зрители приводят его в чувство нашатырным спиртом и водой. «Мы взяли коньяк, водку и пошли пить на улицы города. На наших глазах создается современное самарское искусство», — сопроводительный текст.
Перформанс «Сердце» (2012)

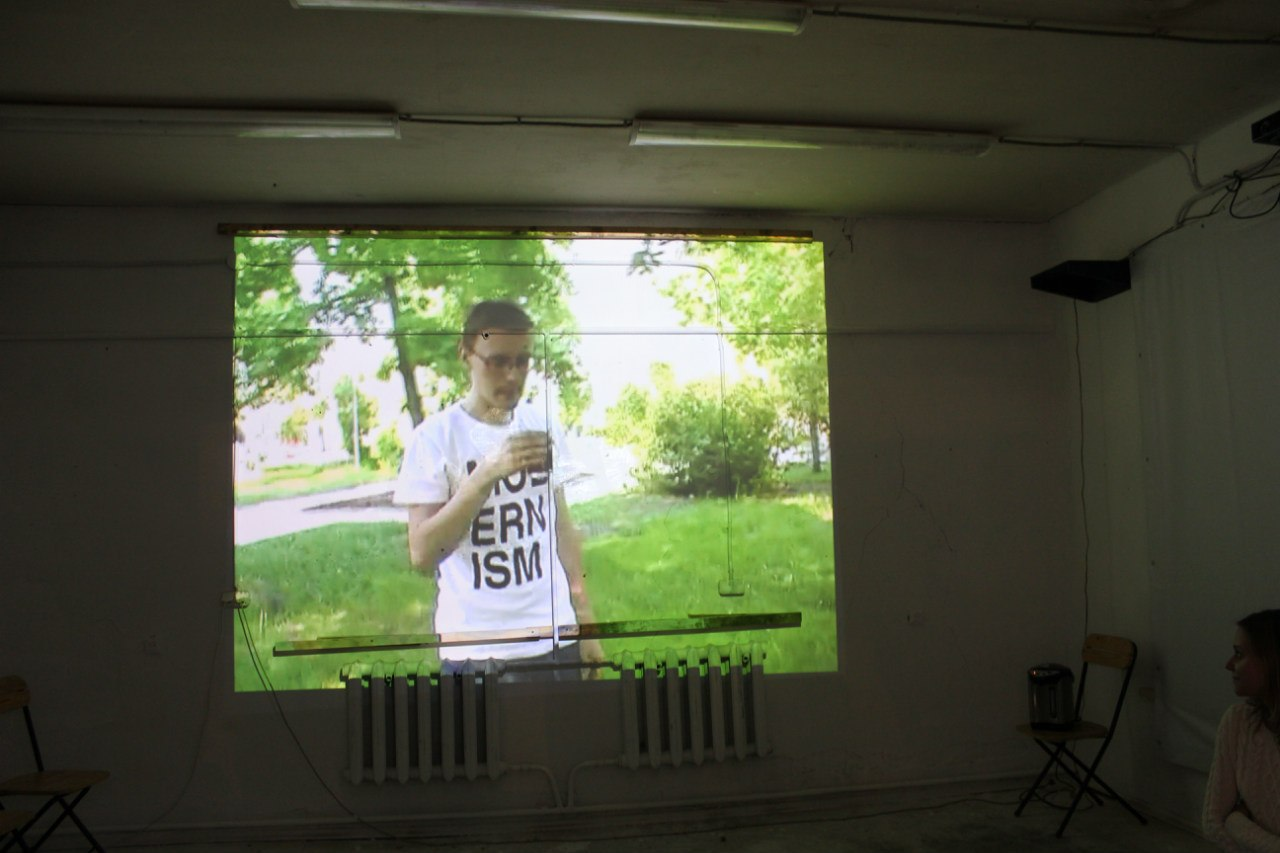
Сергей Баландин, 2014, перформанс, Самарский литературный музей

Перформанс жидкости проект «6 перформансов от квартиры до филармонии» Льва Ушакова (2015).

## Оценка творчества
Основные темы творчества : интерес к телу, метафора, драматургическая композиция и почти религиозный пафос.
перформансист

В качестве инструмента репрезентации он как правило использует собственное тело. Тело для него — нередуцируемый остаток Художника, который не растворяется в работах, а непосредственно присутствует перед зрителем, говорит с ним, провоцирует, а порой — и эпатирует его. Исповедальные, нарциссические перформансы Баландина отличаются радикальностью, жёстким и бескомпромиссным отношением к зрителю. Границы тела, страдание, смерть, боль, психологические травмы — его излюбленные темы.
— Константин Зацепин
СМИ представляет Сергея следующим образом:

Неутомимый пропагандист современного искусства, оригинальный лектор и куратор, фрик-нарцисс, «единственный самарский акционист», грамотный арт-критик, ну и, конечно, скандалист.